# Gare des Cauquillous
Gare des Cauquillous vasútállomás Franciaországban, Lavaur településen.

## Vasútvonalak
Az állomást az alábbi vasútvonalak érintik:
- Montauban-Ville-Bourbon-La Crémade-vasútvonal

## Kapcsolódó állomások
A vasútállomáshoz az alábbi állomások vannak a legközelebb:
- Gare de Lavaur
- Gare de Saint-Sulpice-sur-Tarn